# Кирякос Пападопулос
Кириакос Пападопулос (на гръцки: Κυριάκος Παπαδόπουλος) е гръцки футболист. Играе в отбора на Левадиакос.

## Кариера
Роден е на 23 февруари 1992 година в Катерини, Гърция. Започва кариерата си в Своронос Катерини, където е забелязан от Олимпиакос и преминава в младежките му формации.
Играл е в няколко приятелски срещи, три мача за лигата и три мача за купата.
През лятото на 2007 г. е повикан на проби в Еспаньол с идеята да му се даде важна роля в тима. Но Пападопулос подписва с Олимпиакос и сезон 2007/2008 е много обещаващ за него. Правейки дебюта си и поставяйки рекорд за най-млад играч в Гръцката суперлига.
През септември 2008 г. подписва нов 3-годишен договор с Олимпиакос. Прави дебюта си в лигата за сезон 2008/2009 на 2 ноември по време на мача между Олимпиакос и Ерготелис завършил 2 – 0.
През 2010 преминава в Шалке 04.

## Национална кариера
Повикан е от Гърция П19 за мачовете на Европейското първенство за младежи.
Участва и в трите мача по време на групите срещу Русия, Холандия и Молдова. Гърция завършва на първо място.

## Рекорди
- Най-млад играч дебютирал в Гръцка суперлига – на 15 години
- УЕФА П19 Отбор на турнира

## Успехи
- Гръцка суперлига: 2007/08, 2008/09
- Купа на Гърция: 2007/08, 2008/09
- Суперкупа на Гърция: 2007
- Купа на Германия: 2010/11
- Суперкупа на Германия: 2011